# Walter Raizner
Walter Raizner (* 15. August 1954 in Aalen) ist ein deutscher Manager.

## Leben
Raizner erwarb 1974 am Main-Taunus-Gymnasium in Hofheim am Taunus das Abitur und studierte von 1977 bis 1983 Wirtschaftswissenschaften und -informatik in Nürnberg/Erlangen. Nach seinem Studium war er kurz für Hoechst und danach für Nixdorf tätig, bevor er 1984 in die IBM Deutschland eintrat. Von 1989 bis 1991 er als Assistent des Vertriebsleiters IBM Deutschland. Seine Arbeit für den Konzern IBM war in den 90er Jahren von Auslandsaufenthalten und verschiedenen Aufgaben in Vertrieb, Marketing und General Management geprägt. So ging Raizner 1995 in die USA und kehrte ein Jahr später als Leiter des Hardware-Vertriebs von IBM nach Deutschland zurück. Es folgten mit Großbritannien und den USA wieder zwei Auslandsstationen. Insgesamt verbringt der Manager sechs Jahre in Amerika. Zuletzt war Raizner für das weltweite Speichergeschäft von IBM verantwortlich, bevor er Anfang 2003 Erwin Staudt an der Spitze von IBM Deutschland ablöste. Von 1. November 2004 bis 6. Dezember 2006 verantwortete er das strategische Geschäftsfeld Breitband/Festnetz im Konzernvorstand der Deutschen Telekom AG. Am 15. Februar 2006 teilte der Bundesverband Informationswirtschaft, Telekommunikation und neue Medien (BITKOM) mit, das Walter Raizner als Vizepräsident in die Führung des Branchenverbandes gewählt worden ist. Aufgrund der Gewinnwarnung Anfang August 2006 wurden in einer Aufsichtsratssitzung am 2. September 2006 die Zuständigkeiten im Vorstand der Deutschen Telekom AG neu geordnet. Großer Verlierer des Revirements war Walter Raizner. Er musste Zuständigkeiten abgeben und verlor im Konzern an Einfluss. Ihm wurde angelastet, dass sich der Kundenschwund im Festnetz seit seinem Amtsantritt Ende 2004 beschleunigt hatte. Im Rahmen des Umbaus des Konzernvorstands durch den neuen Deutsche-Telekom-Vorstandsvorsitzenden René Obermann im Dezember 2006 hat sich Walter Raizner am 6. Dezember 2006 von seinen Aufgaben als T-Com-Vorstand mit sofortiger Wirkung entbinden lassen. Sein Nachfolger wurde Timotheus Höttges, der neben der Festnetzsparte T-Com auch den neuen Geschäftsbereich Sales & Service verantwortet.
Seit 2011 ist Raizner Aufsichtsratsvorsitzender der UMT AG.

### Privates
Der passionierte Marathonläufer ist verheiratet und hat zwei Kinder.